# Francesco Pentini
Francesco Pentini, italijanski rimskokatoliški duhovnik in kardinal, * 11. december 1797, Rim, † 17. december 1869, Rim.

## Življenjepis
16. marca 1863 je bil povzdignjen v kardinala in imenovan za kardinal-diakona S. Maria in Portico.